# Heteroxenia elisabethae
Heteroxenia elisabethae är en korallart som beskrevs av Rudolf Albert von Kölliker 1874. Heteroxenia elisabethae ingår i släktet Heteroxenia och familjen Xeniidae. Inga underarter finns listade i Catalogue of Life.